# 肯纳尔沃思堡
《肯纳尔沃思堡》是沃尔特·司各特的一部历史小说，1821年1月8日出版。

## 情节
《肯纳尔沃思堡》设定在1575年，聚焦莱斯特伯爵罗伯特·达德莱与休·罗拔沙爵士之女爱梅·罗拔沙的秘密婚姻。当爱梅逃离了她的父亲和未婚夫特雷西利安于伯爵结婚后，一系列悲惨事件开始了。爱梅爱伯爵，伯爵也爱她，但他被野心所驱使。他希望博取伊丽莎白女王的青睐，只有隐瞒自己的婚姻，才能夺取渴求的权位。在书的末尾，女王发现了真相，单为时已晚。爱梅被更加有野心的伯爵管家瓦尼所杀害。

## 主题
《肯纳尔沃思堡》是一部关于自私与无私、爱情与野性之间的对抗的小说。爱梅和伯爵之间表现出自私与爱情的斗争，而瓦尼和特雷西利安则代表了两种品质的极端。性格刻画是该书最为成功的地方。伯爵由于受野心驱使，屈从于骗局、用尽手段，但他爱爱梅，最终承认了这段婚姻。爱梅是个漂亮的娇宠的小姐，危险的处境教会她成熟和决心，虽然这对于挽救她的性命太迟了。特雷西利安认真、坚定的爱着爱梅，他始终都在保护她，但最后还是无法免于心碎。瓦尼是书中主要的反派，他的贪婪和野心没有界限。这是他促使伯爵做出他通常不会做的事情，以确保权力，而正因为如此他最后谋杀了爱梅。